# Vatica subglabra
Vatica subglabra är en tvåhjärtbladig växtart som beskrevs av Elmer Drew Merrill. Vatica subglabra ingår i släktet Vatica och familjen Dipterocarpaceae. Inga underarter finns listade i Catalogue of Life.